# Василево (посёлок, Дмитровский городской округ)
Василево — посёлок в Дмитровском районе Московской области, в составе Сельского поселения Большерогачёвское. 

## Расположение
Деревня расположена на северо-западе района, примерно в 22 км северо-западнее Дмитрова, практически, примыкая к восточной окраине Рогачёво, на левом берегу реки  Лбовка, высота центра над уровнем моря 130 м. Ближайшие населённые пункты — Васнево на северо-западе и Подвязново на юго-востоке. У западной окраины деревни проходит автодорога А108 (Московское большое кольцо).

## История
До 2006 года Василево входило в состав Большерогачевского сельского округа.
Постановлением Губернатора Московской области от 21 февраля 2019 года № 75-ПГ категория населённого пункта изменена с «деревня» на «посёлок».

## Население
| 2002 | 2006 | 2010 |
| ---- | ---- | ---- |
| 36   | ↘35  | ↗47  |